# تيتي الأمير برنهارد
سعدان تيتي الأمير برنهارد (الاسم العلمي: Plecturocebus bernhardi ) هو نوع من أنواع سعادين التيتي التابعة لفصيلة السعادين عارية الوجه، من قرود العالم الجديد، يتوطّن سعدان الأمير برنهارد في البرازيل. تم وصفه رسميًا في عام 2002 من قبل مارك فان روزمالين ورسل ميتير، وسمي بأسم الأمير برنارد الهولندي. عُرِض على السكان المحليين صورة للقرد وسُئلوا عما إذا كانوا يعلمون بمكان وجودها، ويشار إليها باسم زوغ زوغ "Zog-Zog". تحتوي هذه القرود على سوالف برتقالية داكنة وصدر وظهر بني مُحمر وذيل أسود مع رأس أبيض. طولها حوالي 94 سم (37 انش) و 56 سم (22 انش) مع الذيل.

## الموائل والتوزيع
يعيش سعدان تيتي الأمير برنارد بشكل أساسي في المناطق الاستوائية. عادة ، أمريكا الجنوبية في الغابات بالقرب من المياه. تم العثور على سعدان تيتي برنارد على وجه التحديد في شرق ريو ماديرا وريو أريبوانا جنوب نهر الأمازون. شوهد قرد الأمير برنارد وهو يعيش في نهر الأمازون في البرازيل. يفضل تيتي الأمير برنارد مظلة رطبة منخفضة الغابات المطيرة. هذا القرد شجري ولا يذهب عادة إلى أرض الغابة.

## السلوك
يمتلك سعدان برنهارد مجموعة واسعة من السلوكيات. تشمل ، توأمة الذيل مع شخصين يلفان ذيلهما حول بعضهما البعض ، والاستمالة ، واللعب ، والتأوه ، وإجراء النداءات كلها على مقربة. هناك نداءات عالية النبرة ونداءات منخفضة النبرة. عادة ما يكون قرد تيتي نفسه من الحيوانات مقتات للفاكهه ويأكل اللافقاريات والحشرات والنباتات أيضًا. يستخدم قرد تيتي أصابعه ويديه للإمساك بالطعام. يعيش قرد تيتي الأمير برنارد في العشرينات من عمره.

### عائلة
مجموعات عائلة هذا القرد هي مجموعات إقليمية ويغادر صغارها عادةً ويغادرون بعد حوالي 2 إلى 3 سنوات. تنام المجموعات العائلية أيضًا نهارًا معًا داخل نفس الشجرة كل ليلة عادةً. هذه مجموعة أحادية الزواج. لكن طول اليوم يختلف باختلاف المواسم. يسير قرد تيتي الأمير برنارد رباعي الأرجل. باستخدام الأقدام الأربعة للمشي والقفزات والقفزات والتسلق.
عادة ما تلد الأنثى نسلًا واحدًا بعد فترة حمل تبلغ 160 يومًا ، وتلد طفلًا واحدًا في السنة. تحدث الولادات عادة في الفترة من نوفمبر إلى مارس. يساعد الذكور في رعاية الطفل. يحمل الذكور الرضع وليس الإناث إلا عند الرضاعة. عند الرضاعة ، تحمل الإناث صغارها.

### ذكاء
يستخدم قرد تيتي الأصوات للتواصل وقد تم العثور على أدوات مراقبة مثل القش البلاستيكي للحصول على طعامهم.

## في الحفظ
يعتبر قرد الأمير برنارد أقل إثارة للقلق اليوم، في القائمة الحمراء للاتحاد الدولي للحفاظ على الطبيعة (الاتحاد الدولي لحفظ الطبيعة) ، يثبت هذا القرد تيتي قلقه. قرد تيتي ليس مهددًا ولا يتعرض للخطر بسبب قدرته على التكيف والكميات الوفيرة من الأنواع. ومع ذلك ، هناك انخفاض في اتجاه سكانها. حيث يتم اصطيادهم من قبل البشر من أجل اللحوم.